# 서머 래디시 베케이션!!
《서머 래디시 베케이션!!》(Summerラディッシュバケーション!!)은 2003년 4월 1일에 오버플로우로부터 발매된 18금 연애 어드벤처 게임이다. 주로 이벤트 회장에서 판매하거나 기간한정으로 판매하였으며, 1년여 뒤 여름에 신캐릭터를 추가하고 시스템을 일부 개선한 1.1 버전이 2004년 8월 13일 발매되었다.

## 개요
2003년 4월 첫 발매되어 이벤트 회장에서 주로 판매된 본 게임은 스노우 라딧슈 베케이션!!의 후속작으로서 토마루란 인물이 발단이 되는 오버플로우 세계관의 큰 축을 담당하는 게임중 하나이다. 발매 당시에 F&C의 피아캐롯 시리즈와의 유사성으로 논란이 있기도 했으며 오버플로우 세계관에서 주로 볼 수 있는 근친 등의 설정이 확연히 드러나는 것도 본 게임의 특징이다.

## 스토리
여름 어느날, 어머니와 싸우고 여름 동안 아르바이트 할 곳으로 가기 위해 전차에 탄 슌은 조용히 울먹이던 한 소녀와 만나게 된다. 그녀의 이름은 요코. 이런저런 대화를 나누고 같이 바이트를 하기로 약속한 뒤 역에서 내려 지도를 보며 고민하던 슌은 한 소녀와 부딪치게 된다. 머리모양과 복장은 조금 달랐지만 전차에서 만난 소녀라 생각해 가볍게 말을 걸던 슌에게 소녀는 자기를 꼬시는 걸로 생각하고 가볍게 화를 내지만 슌이 짐을 들어주는 조건으로 금방 화해하고 소녀의 집이 운영하는 가게까지 발걸음을 옮긴다. 도중 소녀에게 자신이 아르바이트 할 가게의 길을 묻자 약간 놀란 뒤 태연하게 길을 안내해 주게 되고 이윽고 목적지인 바이트 장소 섬머 라딧슈까지 도착한 슌. 그 뒤 슌은 놀라운 사실을 알게 된다. 소녀의 집이 운영하는 가게란 바로 섬머 라딧슈였고 역에서 만난 소녀인 마이뿐만 아니라 요코도 이곳의 바이트였던 것. 이런 저런 만남이 교차하면서 여름의 해변을 배경으로 한 사랑이야기가 막을 올리게 된다.

## 등장인물
이노우 마이(伊能舞) 성우：나가사키 미나미
카구라의 딸. 귀여운 외모지만 약간 기가 센 느낌이 있다. 요코와는 매우 친한 사이이며 친척들 사이에서도 요코로 헷갈릴 정도로 요코와는 인상이 매우 비슷하다. 슌과는 첫대면이 상당히 안 좋았지만 본인은 이후 그렇게 싫어하지 않고 오히려 슌을 마음에 두고 있는 듯. 물론 표면적으로 나타내지는 않는다. 과거 어릴적 첫사랑을 마음에 두고 있는 듯하다. 형제자매 관계는 과거 하지메란 이름의 언니가 있었지만 모종의 이유로 어린 나이에 목숨을 잃었고 그 밖에 여동생으로 리오와 리나가 있다. 또한 그 이외에도 여동생이 12명이 있다고 한다.
이노우 요코(伊能踊子) 성우：마츠나가 유키
카구라의 여동생. 매번 여름마다 가족의 가게일을 돕고있다. 귀여운 외모에 다소곳한 이미지를 가지고 있다. 공부를 무척 잘하는 편이며 우연히 아르바이트 전에 전차에서 마주친 슌을 첫대면부터 마음에 들어하고 있다. 마이와 마찬가지로 과거 어릴적에 첫사랑이 있는 듯하다. 마이와는 매우 친하게 지내는 편이며 언니인 카구라와는 모종의 이유로 인해 썩 사이가 좋은 편은 아니다. 참고로 오빠(아유무)가 한명 있으며 어머니는 스노우 라딧슈 베케이션!!의 메인 히로인인 모에기. 그 밖에도 형재자매는 많은듯하다
이노우 카구라(伊能神楽) 성우：시온 미야비
마이, 리오, 리나의 모친이자 요코의 언니로 섬머 라딧슈의 점장이기도 하다. 슌의 어머니와는 어릴 적부터 동급생이었던 친한 사이. 현재는 임신중인 상태로 요코와 사이가 안좋은 이유는 여기에도 있는 듯하다. 참고로 어머니는 요코와 마찬가지로 스노우 라딧슈 베케이션!!의 메인 히로인인 모에기이며 카구라 자신도 과거 스노우 라딧슈 베케이션!!의 메인 히로인이었다.
니죠 와카바(二条若葉) 성우：니시다 코무기
섬머 라딧슈의 근처에 살고 있는 소녀. 모친은 과거 카구라, 하츠네의 동급생으로 현재는 간호사일을 하고 있다. 어떤 이유로 인해 섬머 라딧슈의 제복을 동경하여 아르바이트를 하고 싶어한다.
이노우 리오(伊能理央)
카구라의 딸. 리나와 쌍둥이 관계인 듯하나 확실치는 않다. 비공략 캐릭터.
이노우 리나(伊能理奈) 성우：사사 루미코
카구라의 딸. 리오와 쌍둥이 관계인듯 하나 확실치는 않다. 비공략 캐릭터.
에바타 나츠히(江幡夏日) 성우：오우카와 미오 (버전 1.1에서의 추가캐릭터)
어느날 바이트를 쉬고 역전을 걷고 있던 슌 앞에 감색 파카를 입은 한 소녀가 하라미 해수욕장으로 가는 길을 묻는다. 결국 길을 안내해주던 중 마이와 마주치게 되고 마이가 소녀를 보고 어디선가 본 듯한 이야기를 하자 황급히 그 자리를 떠나는데... 무언가 비밀이 있는 듯하며 마요짱이란 캐릭터를 무척 좋아한다.
하자마 슌(間瞬)
이 게임의 주인공. 여름을 이용해 아르바이트를 하기 위해 어머니의 친구가 운영하는 섬머 라딧슈에 찾아오게 된다. 어머니에게 최근 접근하는 남자(토마루)를 매우 맘에 안들어하며 섬머 라딧슈에 오게 된 원인도 그 일과 관련하여 어머니와 싸우고 집에서 도피하기 위한 것. 참고로 슌의 어머니는 스노우 라딧슈 베케이션!!의 메인 히로인인 하츠네.
토키(時) 성우：렌카
슌의 여동생. 오빠를 매우 따르고 있으며 슌이 아르바이트후 숙소에서 전화를 걸면 매우 기뻐한다.
사와고에 토마루(沢越止)
여름 휴가를 빌미로 섬머 라딧슈 및 스노우 라딧슈 근처에서 자주 모습이 나타난다. 카구라와는 과거에 인연이 있는 듯하다.

## 게임 정보

### 스탭
- 시나리오 : 메이저즈 누마키치
- 음악 : Glass Road
- 프로그램 : GON

### 주제가
- 오프닝곡：
「섬머 베케이션!(サマーバケーション！)」
노래:KIRIKO, 작곡·편곡:Glass Road
- 엔딩곡：
「여름의 행방(夏のあしあと)」
노래:KIRIKO, 작곡·편곡:Glass Road

### 1.1 버전에서의 추가점
새로운 캐릭터로 '에바타 나츠히'가 추가되었으며, 시스템이 개선 되어 CG모드, 회상모드, 음악감상모드가 추가되었다.

## 관련 상품
- MUSIC of SNOW & SUMMER RADISH VACATION (오버플로우)
스노우 라딧슈 베케이션!!과 섬머 라딧슈 베케이션!! 시리즈의 오리지널 사운드 트랙. 메이커 통판으로만 판매중이다.

## 같이 보기
- 오버플로우 (브랜드)
- 스쿨데이즈
- 섬머데이즈